# Свинцево-цинкова промисловість
Свинце́во-ци́нкова промисло́вість (рос. свинцово-цинковая промышленность, англ. zinc-lead industry; нім. Blei-Zink-lndustrie) — галузь кольорової металургії, підприємства якої добувають і збагачують поліметалічні свинцево-цинкові руди та виробляють свинець і цинк. 

## З історії
Ґеорґіус Аґрікола у своїй роботі De Re Metallica (1556 рік) так описує виплавлення свинцю:
| У Вестфалії викладають десять возів вугілля на схилі гори, до якої примикає рівнина, і, зробивши верхівку купи вугілля плоскою, накидають на неї солому у вигляді шару товщиною 3 або 4 пальця. Зверху кладуть стільки чистої свинцевої руди, скільки може витримати купа. Потім вугілля підпалюють. Вітер роздмухує вогонь і руда плавиться. Свинець капає, стікає на рівнину та утворює широкі тонкі пластинки. У запасі тримають кілька сотень фунтів свинцевої руди і, якщо справа йде як слід, підкидають її на купу. Широкі пластинки свинцю виявляються нечистими, тому їх кладуть на сухі дрова, укладені на свіжозрубані дрова, які, у свою чергу, лежать на великому тиглі. Дрова підпалюють і переплавляють свинець. |

## Свинець станом на початок ХХІ ст
У світі С.-ц.п. розвинена в Австралії, Іспанії, Канаді, Марокко, Мексиці, Перу, США, ФРН, Швеції та Японії. В Україні галузь представлена костянтинівським заводом «Укрцинк». Потреби України у цих металах у найближчій перспективі першої третини ХХІ ст. становитимуть: цинку до 66 тис. т, а свинцю до 14 тис. т.
На початку ХХІ ст. (табл. 1) найбільш активним гравцем на світовому ринку свинцю є Китай, який з 2003 року став світовим лідером по виробництву рафінованого свинцю, і за даними австралійської дослідницької компанії AME Mineral Economics, збереже своє лідерство до 2010 року. Попит Китаю і інших країн Азії на свинець буде і далі рости, що, г.ч. обумовлено швидким зростанням автомобілебудування і виробництвом автомобільних акумуляторів, і до 2010 року його частка в загальносвітовій потребі свинцю становитиме 21 %. У той же час частка країн Західної Європи і США в загальносвітовому споживанні свинцю скоротиться з 56 % в 1996 році до 42 % в 2010 році. Тривають пошуки замінника свинцю, розробляються і використовуються різні сплави: нікель-марганцеві, срібно-цинкові, залізо-нікелеві і інші, але вони поступаються традиційному свинцю і глобальне виробництво в акумуляторній галузі продовжуватиме використовувати свинець.
| Країна               | Видобуток руди (розрахунок на метал) | Видобуток руди (розрахунок на метал) | Виробництво металу | Виробництво металу | Рафінований метал | Рафінований метал |
| Країна               | 2001                                 | 2003                                 | 2001               | 2003               | 2001              | 2003              |
| Європа               | 326                                  | 210                                  | 1889               | 1575               | 2066              | 2018              |
| Австрія              | —                                    | —                                    | 22                 | 21                 | 59                | 67                |
| Бельгія              | —                                    | —                                    | 100                | 70                 | 40                | 35                |
| Чехія                | —                                    | —                                    | 30                 | 26                 | 80                | 81                |
| Франція              | —                                    | —                                    | 230                | 101                | 265               | 240               |
| Німеччина            | —                                    | —                                    | 375                | 352                | 403               | 392               |
| Італія               | 4                                    | 5                                    | 222                | 199                | 284               | 290               |
| Польща               | 53                                   | 42                                   | 66                 | 60                 | 59                | 47                |
| Російська Федерація  | 14                                   | 20                                   | 58                 | 65                 | 94                | 98                |
| Іспанія              | 36                                   | 2                                    | 122                | 110                | 231               | 223               |
| Україна              | —                                    | —                                    | 12                 | 10                 | —                 | —                 |
| Африка               | 150                                  | 112                                  | 125                | 148                | 123               | 159               |
| Півд. Африка         | 51                                   | 40                                   | 55                 | 68                 | 59                | 83                |
| Америка              | 1080                                 | 1048                                 | 2072               | 2020               | 2194              | 2004              |
| Бразилія             | 9                                    | 11                                   | 47                 | 35                 | 112               | 112               |
| Канада               | 154                                  | 82                                   | 231                | 222                | 55                | 52                |
| Мексика              | 136                                  | 152                                  | 236                | 241                | 253               | 262               |
| США                  | 463                                  | 464                                  | 1376               | 1338               | 1695              | 1488              |
| Азія                 | 728                                  | 766                                  | 2185               | 2597               | 2059              | 2498              |
| Китай                | 599                                  | 618                                  | 1172               | 1633               | 700               | 1050              |
| Індія                | 32                                   | 47                                   | 63                 | 82                 | 127               | 138               |
| Індонезія            | —                                    | —                                    | 18                 | 18                 | 48                | 75                |
| Іран                 | 18                                   | 17                                   | 44                 | 54                 | 70                | 72                |
| Японія               | 5                                    | 6                                    | 302                | 296                | 284               | 247               |
| Корейська республіка | 1                                    | —                                    | 211                | 226                | 314               | 342               |
| Малайзія             | —                                    | —                                    | 38                 | 45                 | 82                | 90                |
| Тайвань, Китай       | —                                    | —                                    | 62                 | 60                 | 167               | 142               |
| Таїланд              | —                                    | 13                                   | 30                 | 45                 | 82                | 129               |
| Туреччина            | 18                                   | 13                                   | 8                  | 6                  | 45                | 57                |
| Океанія              | 714                                  | 654                                  | 280                | 312                | 45                | 42                |
| Австралія            | 714                                  | 654                                  | 271                | 304                | 41                | 38                |
| Загалом по світу     | 2998                                 | 2789                                 | 6550               | 6652               | 6487              | 6720              |
| Західний світ        | 2243                                 | 2027                                 | 4935               | 4716               | 5454              | 5351              |

## Цинк станом на початок ХХІ ст
Структура видобутку цинку в світі в останні десятиріччя зазнає істотних змін (табл. 2). Збільшується частка КНР в світовому видобутку, а частка Канади знижується. Зараз на Канаду припадає 7 % світового видобутку цинку (у 1995 р. — 16 %), що пов'язано із закриттям ряду рудників в арктичних районах країни («Bell Allard», «Nanisivik», «Polaris», «Sullivan»). У 2005 р. на Австралію припадало 13 % світових видобутку цинку, Перу — 12 %, країни Європи — 11 %. Загалом в світі видобуток цинку в 2005 р. виріс на 2,3 % (до 10,02 млн тонн) багато в чому завдяки значному розширенню видобутку в КНР та Індії.
На світовому ринку спостерігається стійкий дефіцит в постачанні рафінованого цинку, що пов'язано із зростанням споживання цього металу в багатьох регіонах світу. У 1990-і роки найбільшим споживачем рафінованого цинку в світі був ЄС (бл. 30 %), США — 16 %, КНР і Японія — по 10 %. У 2005 р. у КНР споживалося вже 28 % світового виробництва рафінованого цинку, в країнах ЄС — 25 %. Скоротилися частки США і Японії — відповідно до 10 і 6 %. Зросло споживання цинку в Індії — в 2005 р. її частка становила 4 %.
Спостерігається стійка тенденція до зростання виробництва цинку у світі. За даними Міжнародної дослідницької групи по свинцю і цинку, виробництво рафінованого цинку в світі за перші 9 місяців 2006 р. виросло в порівнянні з аналогічним періодом 2005 р. на 3,7 % (до 7,9 млн тонн). У той же час світове споживання металу збільшилося за даний період на 4,3 % — до 8,2 млн тонн.
Розвиток світової цинкової промисловості на початку ХХІ ст. все більше визначає Китай. Згідно даним «Mining Journal», експорт рафінованого цинку з КНР в 2005 р. становив 123,3 тис. тонн, імпорт — 392,2 тис. У 2006 р. попит на цинк в КНР перевищує випуск цього металу в країні на 400 тис. тонн. Найбільший китайський продуцент цинку — компанія «Shaoguan», далі йдуть «Huludao Zinc», «Zhongjin Lingnan Nonferrous Metals».
| Регіон, країна | 1999 | 2000 | 2001 | 2002 | 2003 |
| Європа         | 593  | 706  | 695  | 553  | 668  |
| Канада         | 1021 | 1002 | 1065 | 916  | 788  |
| Мексика        | 363  | 393  | 429  | 446  | 475  |
| Перу           | 900  | 910  | 1056 | 1219 | 1369 |
| США            | 852  | 852  | 842  | 784  | 768  |
| Австралія      | 1110 | 1379 | 1476 | 1444 | 1444 |
| Інші країни    | 1060 | 1081 | 1055 | 1107 | 1215 |
| Загалом        | 5899 | 6323 | 6618 | 6469 | 6727 |

| Показник                       | 2000 | 2001 | 2002 | 2003 | 2004  | 2005  | 2006  |
| Видобуток цинкової руди        | 8,50 | 8,69 | 9,15 | 9,45 | 9,58  | 9,62  | 10,32 |
| Виробництво рафінованого цинку | 8,90 | 9,20 | 9,59 | 9,85 | 10,15 | 10,17 | 10,56 |
| Споживання рафінованого цинку  | 8,70 | 8,90 | 9,30 | 9,82 | 10,39 | 10,64 | 11,06 |